# Đường Phượng
Đường Phượng (tiếng Trung: 唐鳳; bính âm: Táng Fèng; Wade–Giles: T'ang2 Fêng4, tiếng Anh: Audrey Tang; sinh 1981) là một người Đài Loan chuyển giới. Đường có chỉ số IQ 180 và từng bỏ học năm 14 tuổi, vừa được bổ nhiệm làm bộ trưởng phụ trách các chương trình kỹ thuật số của Đài Loan.
Cha mẹ của Đường là Đường Quang Hoa (唐光華; Tang Kuang-hua) và Lý Nhã Khanh (李雅卿; Lee Ya-ching). Đường từ nhỏ đã với hình hài là một cậu con trai và rất quan tâm đến máy vi tính, cậu bắt đầu học lập trình Perl khi 12 tuổi. Hai năm sau, cậu đã bỏ học vì cho rằng không thể thích ứng các điều kiện học tập và giáo dục tại trường. Năm 2000, khi 19 tuổi, Đường đã giữ nhiều chức vụ trong các công ty phần mềm và làm việc tại Thung lũng Silicon ở California như một doanh nhân. Đến cuối năm 2005, Đường bắt đầu chuyển đổi giới tính của mình với nhận dạng như là một người phụ nữ, bao gồm thay đổi cả tên tiếng Anh và tên Trung Quốc, với lý do cần phải "hòa hợp giữa tính cách và hình ảnh bề ngoài của mình". Giới phóng viên báo chí và truyền hình của Đài Loan cho rằng cô Đường có chỉ số IQ rất cao là 180.